# Александровский хребет (Приволжская возвышенность)
Александровский хребет — широкий 
хребет (кряж) в Волгоградской области России. Относится к Приволжской возвышенности. Хребет простирается примерно на 10
 км вдоль правого берега реки Медведицы. Назван по селу Александровке, расположенной в 4 км севернее хребта.
Наивысшая точка, гора Боровая (268,4 метра над уровнем моря), расположена примерно в 3 км к юго-западу от города Жирновска. Западный склон относительно пологий, восточный террасовидно спускается к реке Медведице